# Végveszélyben (film)
A Végveszélyben (eredeti cím: Clear and Present Danger) egy 1994-es amerikai akcióthriller, amelyet Phillip Noyce rendezett és Tom Clancy 1989-es, A kokain akció (Kokainháború címen is kiadták) című regénye alapján készült. A film a Vadászat a Vörös Októberre (1990) és a Férfias játékok (1992) című filmek folytatása, és az író Jack Ryan karakterét bemutató filmuniverzum része. Ez a Clancy-regények utolsó filmváltozata, amelyben Harrison Ford alakítja Ryant és James Earl Jones pedig James Greer ellentengernagyot, valamint az utolsó rész, amelyet Noyce rendezett.
Az igazságot védeni kell. Bármi áron.

## Cselekmény
|  | Alább a cselekmény részletei következnek! |

Az Egyesült Államok parti őrségének egyik hajója ellenőriz egy amerikai jachtot a Karib-tengeren. kiderül, hogy a hajó tulajdonosát és utasait, Peter Hardin amerikai üzletembert és családját a kolumbiai legénység meggyilkolta. Jack Ryan CIA-elemző megtudja, hogy Hardin a dél-amerikai Cali-kartell drogszövetség pénzét mosta tisztára. Ernesto Escobedo drogbáró rendelte el Hardin meggyilkolását, amiért az több millió dollárt sikkasztott el. Bennett amerikai elnök, Hardin közeli barátja, felhatalmazza James Cutter nemzetbiztonsági tanácsadót, hogy titkos műveleteket indítson Kolumbiában a kartell megsemmisítésére.
Ryant kinevezik a hírszerzés megbízott igazgatóhelyettesévé, amikor James Greer admirális hasnyálmirigyrák miatt visszavonul. Ryan kéri a Kongresszustól a drogkartellek ellen harcoló kolumbiaiak támogatásának növelését, biztosítékot adva arra, hogy nem lesz amerikai katonai szerepvállalás Kolumbiában. Ryan nem tud arról, hogy Cutter a pénzből a CIA ügynök John Clark által toborzott "reciprocitás" nevű különleges alakulatot fogja összeállítani, amelyet Robert Ritter, a CIA műveleti igazgatóhelyettese segít. Bennett elnök elküldi Ryant, hogy tárgyaljon a kolumbiai kormánnyal, hogy az Egyesült Államok lefoglalhassa Escobedo vagyonát, köztük az off-shore számlákon elrejtett 650 millió dollárt. Escobedo hírszerző tisztje, Félix Cortez ezredes titokban utasítja a kartellt, hogy támadják meg Ryan konvoját. Ryan túléli, bár több kollégáját megölik, köztük Dan Murrayt és Emile Jacobs FBI-igazgatót. Cortez személyazonosságát azután derítik ki, hogy Cortez megöli Jacobs titkárnőjét, Moirát, aki akaratlanul is informátora volt kolumbiai drogvezér informátorának és jobbkezének, Corteznek.
Escobedo találkozót szervez a kartell többi vezetőjével. Az amerikai különítmány felfedezi ezt, és légicsapást mér a találkozó helyszínére. Escobedo és Cortez, akik a találkozóra tartanak, elkésnek és ezért épphogy sértetlenül megússzák a légicsapást. Cortez megtudja, hogy az amerikaiak voltak a felelősek, és alkut köt Cutterrel. Cortez megöli Escobedót, hogy átvegye a vezetést, majd ígéretet tesz, hogy csökkenti az USA-ba irányuló drogszállítmányokat, és lehetővé teszi, hogy az amerikai bűnüldöző szervek rendszeresen letartóztatásokat hajtsanak végre, hogy befolyásolják a közvéleményt, miszerint az Egyesült Államok megnyeri a drogháborút. Cserébe Cortez a "reciprocitás" katonáit és minden CIA-támogatást meg akar szüntetni, hogy megalapozza pozícióját a kartellen belül. Cutter elfogadja Cortez alkuját, majd cserben hagyja Clark csapatát, akiket Cortez zsoldosai legyőznek a dzsungelben.
Cutter tudta nélkül az amerikai megfigyelők lehallgatták a Cortezzel folytatott beszélgetését. Ryan hozzáfér Ritter számítógépéhez, és bizonyítékokat szerez az illegális kolumbiai műveletekről. Ritter azonban figyelmezteti Ryant, hogy mivel ő szerezte meg a művelet finanszírozását, a Kongresszus egyedül Ryant fogja felelősségre vonni, míg Ritter és Cutter Bennett elnök megelőző kegyelmet kapott minden vétkesség alól. Greer temetése után Ryan Bogotába repül, hogy felkeresse Clarkot, nem tudván, hogy Cutter és Ritter becsapták Clarkot, hogy Ryan elárulta a reciprocitást. Ryan és Clark összefognak, miután Clark rájön, hogy Ritter és Cutter mindkettőjüket átverte.
Ryan és Clark szereznek egy helikoptert, és elrepülnek a csapatuk utolsó ismert tartózkodási helyére. Megtalálják a csapat mesterlövészét, Chavezt, aki jelenti, hogy a csapat többi tagját megölték és egy részüket elfogták. Ryan találkozik Escobedóval, és tájékoztatja őt Cortez árulásáról, míg Clark ezzel egyidejűleg megkezdi az emberei kiszabadítását, akiket egy Escobedo kokainüzletének fedőüzletében lévő kávézóban tartanak fogva. Escobedo szembeszáll Cortezzel, de Cortez emberai megölik. Ryan kis híján megszökik Clarkkal és a kiszabadított foglyokkal. Chavez a szökés közben megöli Cortezt, és megmenti Ryant. Visszatérve az Egyesült Államokba, Ryan szembesíti Bennett elnököt, és visszautasítja, hogy segítsen eltussolni az összeesküvést és tanúskodik a kongresszus Felügyelő Bizottsága előtt a közelmúlt eseményeiről.
|  | Itt a vége a cselekmény részletezésének! |

## Szereplők
| Szerep                | Színész            | Magyar szinkron   |
| --------------------- | ------------------ | ----------------- |
| Jack Ryan             | Harrison Ford      | Végvári Tamás     |
| John Clark            | Willem Dafoe       | Haás Vander Péter |
| Cathy Muller Ryan     | Anne Archer        | Győry Franciska   |
| Felix Cortez ezredes  | Joaquim de Almeida | Vass Gábor        |
| Robert Ritter         | Henry Czerny       | Forgács Gábor     |
| James Cutter          | Harris Yulin       | Rajhona Ádám      |
| Bennett elnök         | Donald Moffat      | Mádi Szabó Gábor  |
| Ernesto Escobedo      | Miguel Sandoval    | Buss Gyula        |
| Ramirez kapitány      | Benjamin Bratt     | Csankó Zoltán     |
| Domingo Chavez        | Raymond Cruz       | Mihályi Győző     |
| Sally Ryan            | Thora Birch        | Nemes Takách Kata |
| James Greer admirális | James Earl Jones   | Kránitz Lajos     |

## Forgatás
A forgatás mexikói, ecuadori és amerikai helyszíneken zajlott és 1993. november 8-án kezdődött és 1994. március 14-én fejeződött be.

## Kritikai visszhang
A Végveszélyben kritikai fogadtatása jónak mondható, a kritikusok 81%-a dicsérte. A Rotten Tomatoes oldalán összegyűjtött 48 kritikából, 39 pozitívan, 9 negatívan értékelte a filmet. Tom Clancynek (akinek a könyvéből írták a forgatókönyvet) nem volt elégedett a filmmel. Az írónak nem tetszett, hogy a 650 oldalas regényéből sok mindent kihagytak (például az úgynevezett "lincstörvényt") vagy változtattak (a könyvben az elnök megússza a felelősségre vonást, a filmben nem). Clancy, a filmrendezőt, Phillip Noyce-t, „pocsék B-filmrendezőnek” nevezte, s a forgatókönyvet is kritizálta: „Siralmas. Egyszerűen borzalmas.”  

## Bevétel
A filmet 1994. augusztus 3-én mutatták be az észak-amerikai mozik. Nyitóhétvégéjén az élen végzett, és megelőzte a második hete műsoron lévő A Maszk, és az ötödik hete műsoron lévő Forrest Gump valamint a szintén debütáló A kis gézengúzok című filmeket. 
A film 62  millió dolláros költségvetésből készült és 122 187 717 dollárt hozott az Egyesült Államokban és Kanadában, nemzetközi szinten pedig 93 700 000 dollárt keresett, ami világszerte 215 887 717 dolláros összbevételt jelentett.

## Fordítás
- Ez a szócikk részben vagy egészben  a   Clear and Present Danger (film) című angol Wikipédia-szócikk fordításán alapul.  Az eredeti cikk szerkesztőit annak laptörténete sorolja fel. Ez a jelzés csupán a megfogalmazás eredetét és a szerzői jogokat jelzi, nem szolgál a cikkben szereplő információk forrásmegjelöléseként.